# Le Moulin à paroles (événement québécois)
Le Moulin à paroles est un événement artistique qui s'est déroulé les 12 et 13 septembre 2009 sur les Plaines d'Abraham, à Québec. Il consistait en une suite de lectures de textes illustrant l'histoire du Québec, « depuis ses sources amérindiennes jusqu'aux multiples facettes de sa modernité ». En novembre 2010 paraissait un livre (éditions de L’instant même) richement illustré par des photos de l’événement et présentant des extraits de chacun des 140 textes lus devant le public. S’y ajoutent un dossier sur les préparatifs et les embûches qui ont précédé la commémoration de la bataille de 1759 ainsi que des textes de Brigitte Haentjens, Biz, Pierre-Laval Pineault, Sébastien Ricard (Batlam), Yannick Saint-Germain et Gilles Pellerin. 

## Caractéristiques
Selon plusieurs, le Moulin à paroles fut un succès et une leçon d'histoire ,
D'une durée de deux jours, le projet consistait à faire lire 156 textes par une centaine de personnalités sur une scène.

### Textes
Parmi les textes, plus d'une centaine étaient des textes poétiques ou de fiction (Émile Nelligan, Anne Hébert, Gabrielle Roy, Michèle Lalonde, Le Survenant, Evangéline). D'autres étaient des extraits de pièces de théâtre (Les Belles-Sœurs), des chansons, des lettres (Chevalier de Lorimier), des discours (Louis-Joseph Papineau, Idola Saint-Jean), des textes officiels (interventions à l'Assemblée nationale du Québec de René Lévesque et Robert Bourassa), des textes historiques, des manifestes (Refus global, Front de libération du Québec), des légendes ou des textes scientifiques (Frère Marie-Victorin). 

### Lecteurs
Les textes du Moulin à paroles ont été lus par des artistes (Luc Picard, René Richard Cyr, Suzanne Clément, François Patenaude, Andrée Lachapelle, André Melançon, France Castel, Luck Mervil, Patrick Bourgeois, J.Kyll, Yves Beauchemin, François Parenteau, Catherine Dorion, Paul Ahmarani, Robert Lepage, Maka Kotto, Louise Portal, etc.), des politiciens (Françoise David, Gilles Duceppe, Pauline Marois, Benoît Bouchard, Bernard Landry, etc.), des universitaires, etc. Un descendant de James Wolfe et un descendant de Montcalm y ont aussi participé.

## Controverse
Le Moulin à paroles est né de la volonté de ses concepteurs, la metteuse en scène Brigitte Haentjens, Pierre-Laval Pineault, et les membres du groupe Loco Locass, Sébastien Ricard (Batlam) et Sébastien Fréchette (Biz), de marquer les 250 ans de la Bataille des plaines d'Abraham. Le projet se voulait «une célébration de la parole et des mots du Québec, ouverte à tous, dans un esprit rassembleur, citoyen et communautaire».
Malgré cette volonté de rassemblement, l'événement a pris une tournure politique, puisqu'il célèbre la permanence du fait francophone au Canada. Le choix des organisateurs d'inclure le manifeste du FLQ dans la liste des textes a été critiqué par des commentateurs fédéralistes, comme André Pratte et par certains politiciens, en particulier par le ministre de la région de Québec, Sam Hamad. Le gouvernement libéral de Jean Charest a aussi évoqué ce texte pour refuser de verser une subvention de 20 000 $ à l'événement.